# منطقة بامبيرغ
مِنْطَقَة بَامبِيرغ  (بالأَلمانِيَّة: Landkreis Bamberg) هي دائِرَة أَلمانِيَّة تَّابعة لمُحافظة فرانكُونيا العُليا في وِلاَية باڤارِيا في جُمهُوريَّة أَلمَانيَا الاِتّحاديّة. تضُمّ مِنطقَة بَامبِيرغ أَربعة مُدُن، وثمَانِية أَسواق، وأَربع وعِشرُون بلدَة، وعَشر بلدَات حُرَّة بمِساحة تُقَدَّر بحوالَي 1168 كم2.

## التّقسِيمات الإِدارِيّة
تضُمّ مِنطقَة بامبِيرغ خَمسة مُدُن، وسِتَّة أَسواق، وسِتّ عَشر بلدَة، وعَشر بلدَات فِي المَجَال الإِدَارِيِّ الحُرَّ. بمِساحة تُقَدَّر بحَوالَي 1168 كم2. وهي كالتَّالي:

## معرض الصور

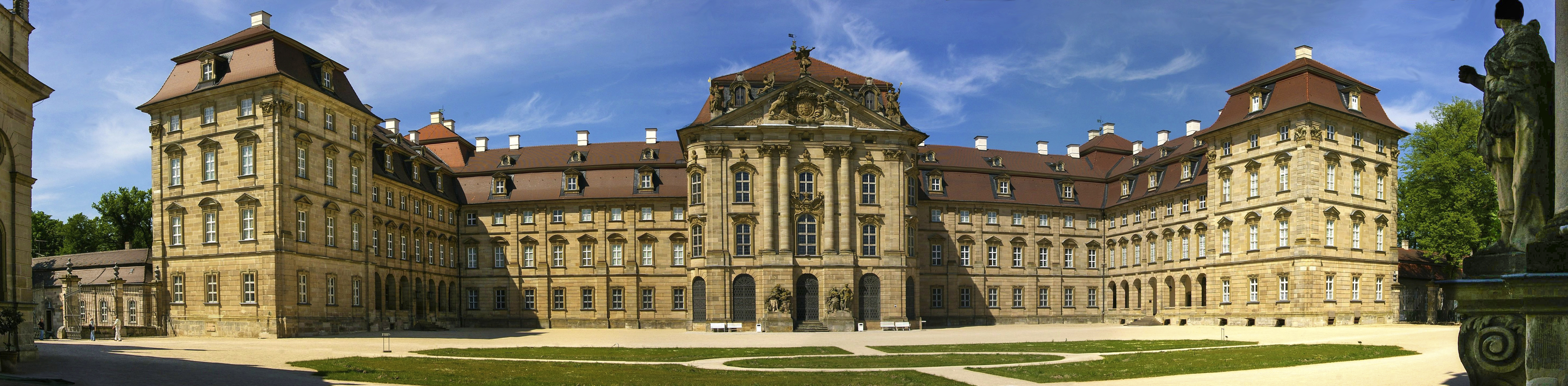

### المُدُن
| اِسم المدِينة      | ٱلِٱسم بالأَلمانِيَّة    | عَدد السُكَّان | المِساحَة (كم²) |
| ---------------- | ------------------- | ---------- | ------------- |
| مدِينة بَاُوْنٌّآَخْ     | Stadt Baunach       | 4٬051      | 32            |
| مدِينة هَآلشَتَادت   | Stadt Hallstadt     | 8٬356      | 14            |
| مدِينة شِيسِليِتز    | Stadt Scheßlitz     | 7٬157      | 94            |
| مدِينة شلوسِيِلفِيلِد | Stadt Schlüsselfeld | 5٬823      | 70            |

### الأَسوَاق
| اِسم السُّوق         | ٱلِٱسم بالأَلمانِيَّة                  | عَدد السُكَّان | المِساحَة (كم²) |
| ----------------- | --------------------------------- | ---------- | ------------- |
| سُوق بُورَغيبرَآَخْ     | Markt Burgebrach                  | 6٬777      | 88            |
| سُوق بُورَغڤِيندهَايمّ  | Markt Burgwindheim                | 1٬271      | 37            |
| سُوق بُوتِّيِنهَايمّ     | Markt Buttenheim                  | 3٬600      | 30            |
| سُوق إِبْرَآَخْ         | Markt Ebrach                      | 1٬820      | 32            |
| سُوق هَآيْلِِيغيِنشَتَادت | (Markt Heiligenstadt (Oberfranken | 3٬583      | 77            |
| سُوق هِيرشَآيْد       | Markt Hirschaid                   | 12٬193     | 41            |
| سُوق رَأَتّيِلِسدُورف    | Markt Rattelsdorf                 | 4٬595      | 39            |
| سُوق زَآبفِيِندُورف    | Markt Zapfendorf                  | 5٬051      | 30            |

### البلدَات
| اِسم البلدَة                  | ٱلِٱسم بالأَلمانِيَّة                       | عَدد السُكَّان | المِساحَة (كم²) |
| --------------------------- | -------------------------------------- | ---------- | ------------- |
| بَلْدَة آلِتِيندُورف              | (Gemeinde Altendorf (Landkreis Bamberg | 2٬068      | 8             |
| بَلْدَة بِيشبِيرغ                | Gemeinde Bischberg                     | 6٬045      | 17            |
| بَلْدَة برآيْتيِنغُوسبَآَخْ          | Gemeinde Breitengüßbach                | 4٬535      | 17            |
| بَلْدَة فرِيْنَسدُورف              | Gemeinde Frensdorf                     | 5٬043      | 44            |
| بَلْدَة جِيْرآَخْ                  | (Gemeinde Gerach (Oberfranken          | 933        | 8             |
| بَلْدَة جُوندِيلِسهَايمّ            | (Gemeinde Gundelsheim (Oberfranken     | 3٬437      | 4             |
| بَلْدَة كيِمِّيرن                 | Gemeinde Kemmern                       | 2٬551      | 8             |
| بَلْدَة كُونِيغسفِيلِد             | Gemeinde Königsfeld                    | 1٬285      | 43            |
| بَلْدَة لَاُوتيِر                 | Gemeinde Lauter                        | 1٬150      | 12            |
| بَلْدَة لِيسبِيرغ                | Gemeinde Lisberg                       | 1٬770      | 8             |
| بَلْدَة لِيتزِيِندُورف             | Gemeinde Litzendorf                    | 6٬111      | 25            |
| بَلْدَة مِيمِّيلِسدُورف             | Gemeinde Memmelsdorf                   | 8٬826      | 26            |
| بَلْدَة أُوبِرهَآيْد               | (Gemeinde Oberhaid (Oberfranken        | 4٬600      | 27            |
| بَلْدَة بِيتّشَتَادت               | Gemeinde Pettstadt                     | 1٬978      | 10            |
| بَلْدَة بُومِّيرسفِيلِديِن           | Gemeinde Pommersfelden                 | 2٬972      | 35            |
| بَلْدَة بِريِسيِندُورف             | Gemeinde Priesendorf                   | 1٬494      | 8             |
| بَلْدَة رِيكِينّدُورف              | Gemeinde Reckendorf                    | 2٬029      | 13            |
| بَلْدَة شُونّبرُونّ أَمْ شتَآيْجِيْرڤَآلِد | Gemeinde Schönbrunn im Steigerwald     | 1٬836      | 25            |
| بَلْدَة شَتَادِيلَهُوفِن             | Gemeinde Stadelhofen                   | 1٬235      | 41            |
| بَلْدَة شِتيِغآُورآَخْ              | Gemeinde Stegaurach                    | 7٬048      | 23            |
| بَلْدَة شترُولِيندُورف            | Gemeinde Strullendorf                  | 7٬926      | 31            |
| بَلْدَة ڤِيريت-ترُونشَتَادت        | Gemeinde Viereth-Trunstadt             | 3٬629      | 15            |
| بَلْدَة ڤَآلْسدُورف               | (Gemeinde Walsdorf (Oberfranken        | 2٬605      | 16            |
| بَلْدَة ڤَآتِّيِندُورف              | Gemeinde Wattendorf                    | 659        | 22            |

### البلدَات الحُرَّة
| اِسم البلدَة             | ٱلِٱسم بالأَلمانِيَّة                  | المِساحَة (كم²) |
| ---------------------- | --------------------------------- | ------------- |
| بَلْدَة إِبْرَآَخِير فُورِست     | Gemeindefreies Ebracher Forst     | 12            |
| بَلْدَة آيِشْڤَآلِد           | Gemeindefreies Eichwald           | 4             |
| بَلْدَة جَآيِسبِيرجِيْر فُورِست  | Gemeindefreies Geisberger Forst   | 10            |
| بَلْدَة هَاُوبِتسمُوَّرڤَآلِد     | Gemeindefreies Hauptsmoorwald     | 21            |
| بَلْدَة كُوبِينڤِينديِر فُورِست | Gemeindefreies Koppenwinder Forst | 12            |
| بَلْدَة لِينْدَآَخْ            | Gemeindefreies Lindach            | 6             |
| بَلْدَة سِيمبِيرغ           | Gemeindefreies Semberg            | 4             |
| بَلْدَة شتَآيْنآَخْسِرآنغيِن    | Gemeindefreies Steinachsrangen    | 5             |
| بَلْدَة ڤِينكيِلهُوفِر فُورِست  | Gemeindefreies Winkelhofer Forst  | 9             |
| بَلْدَة زُوكسهُوتيِر فُورِست   | Gemeindefreies Zückshuter Forst   | 5             |

## وصلات خارجية
- الصّفحة الرّسميّة لِمِنطقَة بامبِيرغ (بالألمانية)